# 310
310（三百十、さんびゃくじゅう）は自然数、また整数において、309の次で311の前の数である。

## 性質
- 310は合成数であり、約数は 1, 2, 5, 10, 31, 62, 155, 310 である。
  - 約数の和は576。
    - 約数の和が平方数になる16番目の数である。1つ前は282、次は322。
- 33番目の楔数である。1つ前は290、次は318。
- 各位の和が4になる14番目の数である。1つ前は301、次は400。
- 310 = 22 + 92 + 152 = 62 + 72 + 152
  - 3つの平方数の和2通りで表せる75番目の数である。1つ前は308、次は313。(オンライン整数列大辞典の数列 A025322)
  - 異なる3つの平方数の和2通りで表せる56番目の数である。1つ前は308、次は317。(オンライン整数列大辞典の数列 A025340)
- 310 = 1 × 63 + 2 × 62 + 3 × 6 + 4  = 1234(6)
  - 6進数で表すと昇順で連続する自然数になる4番目の数である。1つ前は51、次は1865。(オンライン整数列大辞典の数列 A048438)

## その他 310 に関連すること
- 西暦310年
- 紀元前310年
- 年始から数えて310日目は11月6日、閏年は11月5日。
- 「310」は、スガシカオの楽曲。アルバム『Sweet』に収録。
- 3時10分、決断のときは、アメリカの西部劇映画。
- 310ヘリックス
- 310号線 (オーストリア)
- 310号線 (チェコ)
- 310 × 10−1 = 31.0 は π3 の近似値である。(オンライン整数列大辞典の数列 A091925)
- モーツァルトのピアノソナタ第8番はk310である。